# 小田島愛
小田島 愛（おだしま あい、10月7日 - ）は、元福島テレビのアナウンサー。

## 来歴
宮城県出身。福島テレビ公式サイトのプロフィールページには東京都出身と記されていた。
東京女子大学現代教養学部国際社会学科卒業。東京アナウンスセミナーの卒業生で（16期生）、テレビ朝日アスクの出身者。また、大学でも放送研究会に所属していた。2014年には、秋の大学祭で行われるミスキャンパスに参加し、ファイナリストの1人に選出された。
大学を卒業後、2016年4月にテレビ金沢に入社。同期の吉道さゆり、宇賀神唯とともに同局のアナウンサーになる。
2019年3月31日付でテレビ金沢を退社。同年4月に福島テレビへ移籍し、2020年3月まで同局のアナウンサーを務めた。
福島テレビ退社後は株式会社Yostarで広報として活動する傍ら、美人百花の専属読者モデルとしても活動している。

## 担当番組

### テレビ金沢
- 北國新聞ニュース
- テレビ金沢ニュース
- となりのテレ金ちゃん（2016年5月 - 2019年3月） - お天気コーナー担当、リポーター
- 花のテレ金ちゃん（2016年6月 - 2019年3月） - 「北陸3県イイトコどり〜」（北日本放送、福井放送にネット）「花金エンタ」担当、MC

### 福島テレビ
- テレポートプラス（2019年4月 - 2020年3月） - 木曜・金曜の情報キャスター
- サタふく（2019年8月24日） - 我如古梨乃休暇中の代理MC[10]
- 全東北民謡選手権大会（2019年）（東北民放テレビ六社会・東北放送、IBC岩手放送、青森放送、秋田放送、山形放送にネット）
- FTVニュース